# Faith And The Muse
Faith And The Muse es una banda gótica de Dark wave formada en Estados Unidos en 1994 por William Faith y Mónica Richards; es una de las bandas más notables del darkwave estadounidense.
Las influencias de Faith And The Muse pasan desde el Darkwave de Dead Can Dance, por estilos como el pagan rock, y toques de Folk, además de haberse influenciado también en la música celta. La mitología galesa e irlandesa a menudo también les ha servido de inspiración para muchas de sus canciones.

## Discografía
- Elyria (TESS Records) (1994)

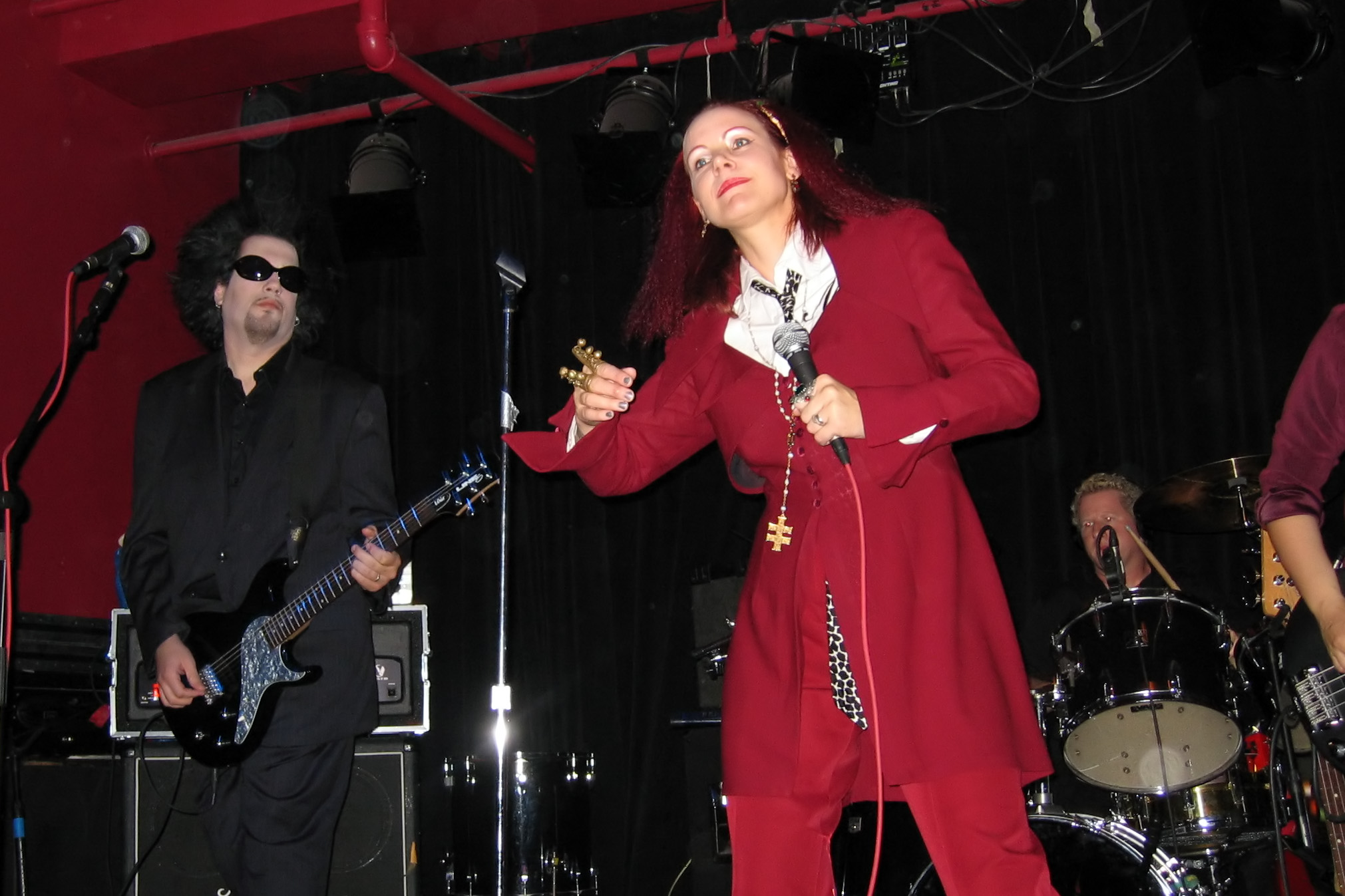
Faith And The Muse tocando en vivo para su álbum de 1994 "Elyria"

- Annwyn, Beneath the Waves (TESS Records) (1996)
- Live in Mainz (16.10.1997) (1997)
- Evidence of Heaven (Neue Ästhetik Multimedia) (1999)
- Vera Causa (Metropolis Records) (2001)
- The Burning Season (Metropolis Records) (2003)
- Ankoku butoh (Danse Macabre) (2009)